# Manu Chao
Manu Chao, eredeti nevén José-Manuel Thomas Arthur Chao (Párizs, 1961. június 21. –) spanyol-galego származású, de francia születésű, többnyire latin zenét játszó Goya- és Latin Grammy-díjas zenész, énekes.

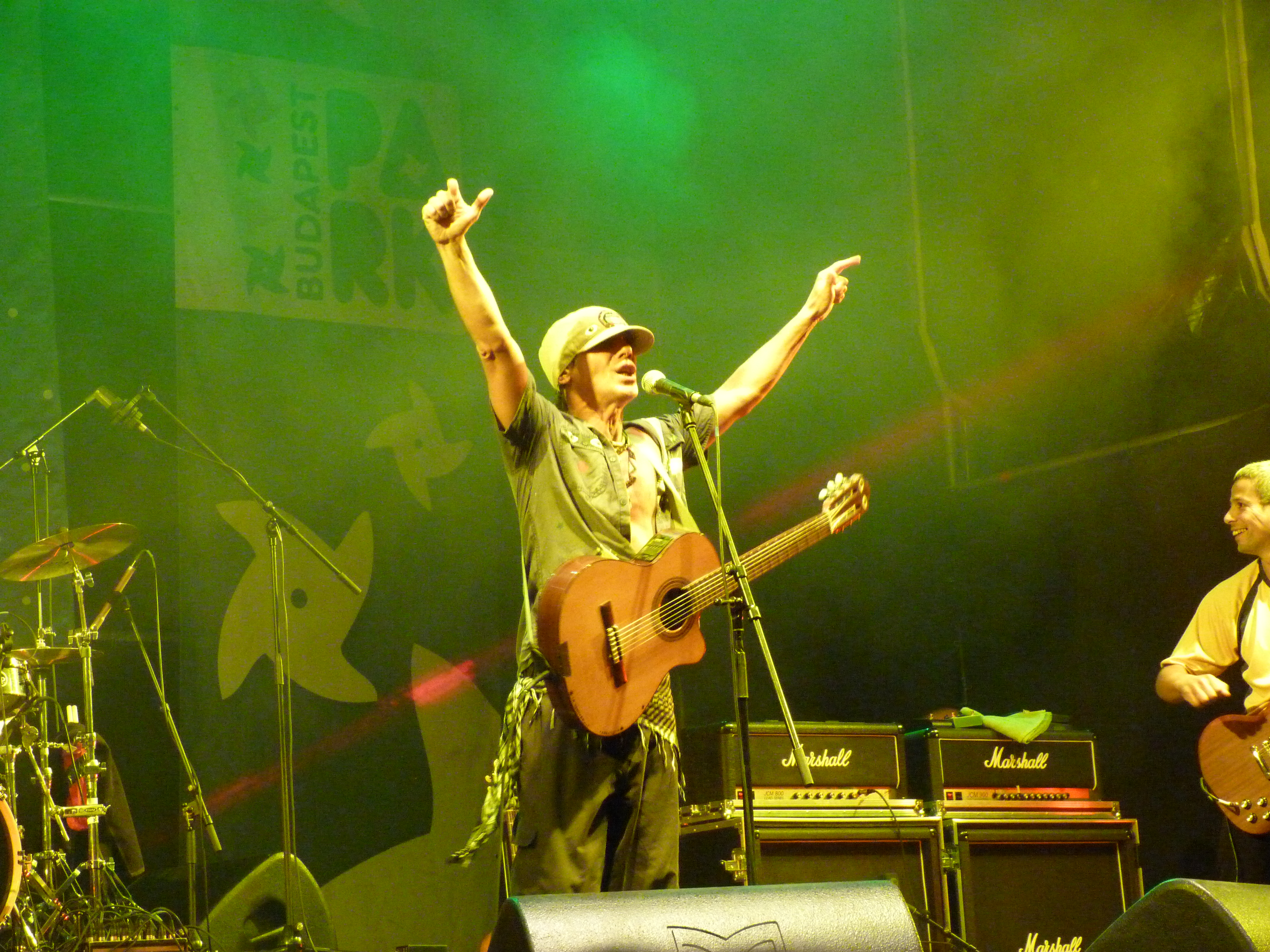
Manu Chao a Budapest Parkban – 2013

## Pályafutása
Szülei Spanyolországból Párizsba emigráltak. Apja, Ramón Chao író, Galiciából származik. Manu Chao Párizsban született és gyermekkorát Párizs közelében töltötte.
A párizsi alternatív zenei közösség jól ismert tagja. Alapítója és tagja volt több zenekarnak, így például a Hot Pants-nek, vagy a Los Carayos-nak. 1987-ben testvérével, a trombitás Antoine Chaóval és unokatestvérével, a dobos Santiago Casariegóval megalakította a Mano Negra nevű zenekart. A zenekar népszerű lett Európában, de turnéztak Latin-Amerikában is. Fennállása során a Mano Negra négy lemezt adott ki: 1988-ban a Patchanka, 1989-ben a Puta's Fever 1991-ben pedig a King Of Bongo, majd 1994-ben a Casa Babylon jelent meg. 
Manu Chao 1998-ban önálló lemezzel jelentkezett, a Clandestino című albummal. Az albumból – amelyen a népszerű Bongo Bong / Je ne t'aime plus című szám is szerepel – ötmillió példányt adtak el.

## Diszkográfia

### Albumok
- Clandestino (1998)
- Próxima estación: Esperanza (2001)
- Radio Bemba Sound System (élő album) (2002)
- Sibérie m’était contéee  (2004)
- La Radiolina (2007. szeptemberben megjelent)
- Baionarena (2CD+DVD, élő koncertfelvétel) (2009)

### Maxik
- Bongo Bong (1999)
- Clandestino (2000)
- Me gustas tú (2001)
- Merry Blues (2001)
- Mr. Bobby (2002)
- Rainin' in Paradize (2007)

### DVD
- Babylonia en Guagua (2002)
- Baionarena (2CD+DVD, élő koncertfelvétel) (2009)

## AManu Chaodal
2003-ban az 1983-as alapítású Les Wampas nevű punk-rock együttes első sikerét a Manu Chao című dalával érte el, aminek a refrénje a következőképp fordítható: "Ha enyém lenne Manu Chao pénztárcája, Kongóban nyaralnék… Ha enyém lenne Louise Attaque bankszámlája, húsvétig haza se jönnék."
Didier Wampas kritikusan szemléli egyes művészek viselkedését (Manu Chao, Noir Désir), akik a rendszer kritikusainak mutatják magukat, miközben igen jól megélnek belőle.

## Fellépései Magyarországon
- Petőfi Csarnok: 2002. május 28.
- Sziget Fesztivál: 2007. augusztus 8.
- Volt Fesztivál: 2008. július 4.
- Budapest Park: 2013. szeptember 7.
- Budapest Park: 2015. július 13.
- Sziget Fesztivál: 2016. augusztus 12.
- Veszprém / Balkan Most Fesztivál: 2023. szeptember 9.

### Könyv
- Alessandro Robecchi: MANU CHAO – Zene és szabadság, Bp., Silenos Kiadó, 2008 ISBN 978-963-06-6282-6
- Ramón Chao: A jég és a tűz vonata – A Mano Negra Kolumbiában, Bp., Silenos Kiadó, 2013 ISBN 978-963-89407-4-2
- Peter Culshaw: Clandestino – Manu Chao nyomában; ford. Nagy Gergely; Bp., Gabo Kiadó, 2013 ISBN 9789636897222